# La Puentecilla (Villena)
La Puentecilla (a veces también denominada La Fuentecilla) es una partida rural de Villena (Alicante, España), situada en el centro de su término municipal. Se encuentra al sudoeste del casco urbano, en el extremo de la antigua partida de San Juan, en el límite sur de la laguna de Villena y cerca del camino viejo de La Virgen. Está compuesta por varias casas dispersas. Su población censada en 2016 era de 77 habitantes (INE).
Por la Puentecilla cruza el trazado del AVE Madrid-Alicante, que tiene su estación a unos kilómetros, en la partida de la Colonia de Santa Eulalia.
En la partida de la Puentecilla se encuentra, asimismo, la ermita de San Bartolomé, parada tradicional de la Virgen de las Virtudes en su romería de su santuario a la iglesia arciprestal de Santiago de la ciudad en el contexto de las fiestas de Moros y Cristianos de Villena.

## Demografía
| Población | 78 | 79 | 80 | 78 | 82 | 74 | 78 | 82 | 78 | 77 |